# Euptoieta watsoni
Euptoieta watsoni är en fjärilsart som beskrevs av Comstock 1944. Euptoieta watsoni ingår i släktet Euptoieta och familjen praktfjärilar. Inga underarter finns listade i Catalogue of Life.